# Лажна златача

Лажна златача (lat. Xerocomus trunctatus) је гљива из породице вргања (Boletaceae). Распрострањена је у умереном климатском појасу северне земљине полулопте. Расте углавном на кречњачком тлу уз храстове и то пре свега уз храст медунац (Quercus pubescens). Јавља од августа до почетка новембра. Микоризна је врста.

## Опис плодног тела
Плодно тело представља шешир пречника 3 до 10,5 cm маслинасто смеђе боје. Док је гљива млада шешир је јастучаст са спљоштеним теменом. Касније, старењем гљиве постаје таласаст и нераван толико да понекад постане тањирасто удубљен. Кожа је на рубу сува и брашнасто зрнасте порвшине од кратких и густих накупина ураслих влакана. Кожа често радијално распуца те се под њом указује кармин ружичасти танак слој меса. Месо је релативно танко, сунђерасто, а у близини стручка је жилаво и тврдо чисто беле боје.
Цевчице равно прирасле често и низ дршку продужене посебно код старијих примерака. Дугачке су максимално 1 cm, а најшире су у средини. Жуте у природи, а недуго након брања постају тамнозелене.
Дршка је ваљкаста, уздужно браздана, понекад вијугава и нешто ужа у основи него при шеширу. Висина дршке варира од 5 до 9 cm, а дебљина од 1 до 2,5 cm. У дну и на врху је жуте боје док је на средини посут ситним и бројним зрнцима црвене боје који му дају карактеристичну кармин црвену боју. Базална мицелија је у некој од нијанси сиве или светлосмеђе боје.

## Микроскопија
Споре су издужено-елиптичне до цилиндрично-вретенасте, жућкасте са израженом супрахиларном депресијом. На врху са пукотином односно урезом. Димензије 11-18 × 4,5-6,5 μm.

## Отисак спора
Отисак спора је загасите готово црне боје.

## Јестивост
Јестива врста и прилично укусна. У исхрани се користи само шешир (дршке се одбацују).

## Сличне врсте
Најсличнија врста јој је обична златача (Xerocomellus chrysenteron) од које се разликује према мицелијуму: наиме код обичне златаче је исти жуте боје, а код лажне је у питању нека нијанса сиве.